# 34
Het jaar 34 is het 34e jaar in de 1e eeuw volgens de christelijke jaartelling.

## Gebeurtenissen

### Italië
- Keizer Tiberius benoemt Lucius Vitellius tot fratres arvales en consul van het Imperium Romanum.
- Naevius Sutorius Macro probeert het vertrouwen van Caligula te winnen, door zijn vrouw Ennia Thrasylla als minnares aan te bieden.

### Palestina
- Na de dood van Filippus worden de gebieden waarover hij heerste (Iturea, Auranitis, Batanea, Gaulanitis en Trachonitis) ingelijfd bij Syria.
- Salomé II, de weduwe van Filippus, hertrouwt met Aristobulus van Chalkis.

## Geboren
- Aules Persius Flaccus, Romeins satirendichter (overleden 62)

## Overleden
- Filippus, tetrarch uit de Herodiaanse dynastie